# Sourzac
Sourzac là một xã, nằm ở tỉnh Dordogne vùng Aquitaine của Pháp. Xã này có diện tích 23,37 km², dân số năm 1999 là 1032 người. Xã nằm ở khu vực có độ cao trung bình 90 m trên mực nước biển.

## Hành chính
| Danh sách các xã trưởng                |             |                   |                  |         |
| Giai đoạn                              | Giai đoạn   | Tên               | Đảng             | Tư cách |
| tháng 3 năm 2001                       | đương nhiệm | Jacques Montuelle | không chính thức | hưu trí |
| Tất cả các dữ liệu trước đây không rõ. |             |                   |                  |         |

## Thông tin nhân khẩu
| Năm | 1962 | 1968  | 1975  | 1982  | 1990  | 1999  |
| --- | ---- | ----- | ----- | ----- | ----- | ----- |
| Dân số | 986  | 1 015 | 1 020 | 1 020 | 1 011 | 1 032 |
| From the year 1962 on: No double counting—residents of multiple communes (e.g. students and military personnel) are counted only once. |      |       |       |       |       |       |